# Estação Deviatkino
Deviatkino (em russo:  Девя́ткино) é uma estação terminais, no extremo norte da linha Kirovsko-Vyborgskaia (Linha 1) do metro de São Petersburgo, na Rússia.